# Giuseppe Galante
Giuseppe Galante (født 2. september 1937 i Domaso, død 20. december 2021) var en italiensk roer og dobbelt olympisk medaljevinder.
Galante var første gang med ved OL i 1960 i Rom, hvor han stillede op i firer uden styrmand sammen med Tullio Baraglia, Giancarlo Crosta og Renato Bosatta. De blev nummer to i indledende heat efter Sovjetunionen, men vandt sikkert deres opsamlingsheat og var dermed i finalen. Her var USA hurtigst og vandt guld, mens Italien kom ind på andenpladsen foran Sovjetunionen, der vandt bronze.
Han deltog sammen med Renato Bosatta, Emilio Trivini, Franco De Pedrina og styrmand Giovanni Spinola i firer med styrmand ved OL 1964 i Tokyo. De vandt deres indledende heat, men i finalen kunne de ikke følge med favoritterne fra Tyskland, der vandt guld, men italienerne sikrede sig sølv et pænt stykke foran Holland på bronzepladsen.
Han deltog i samme disciplin ved OL 1968 i Mexico City, hvor italienerne kom ind på fjerdepladsen. Besætningen bestod her af Trivini, Galante, Romano Sgheiz, Luciano Sgheiz og styrmand Mariano Gottifredi.
Galante vandt desuden en EM-guldmedalje i firer uden styrmand ved EM 1961 i Prag og en bronzemedalje i firer med styrmand ved EM 1964 i Amsterdam.

## OL-medaljer
- 1960:  Sølv i firer uden styrmand
- 1964:  Sølv i firer med styrmand